# Rochester (Washington)
Rochester je obec v okrese Thurston v americkém státě Washington s 2 388 obyvateli. Obec byla založena už roku 1852 a nyní má rozlohu 6 km². Rovněž má vlastní školní obvod, který zahrnuje i okolní obce a navštěvuje jej přes dva tisíce studentů.
Obec založil roku 1852 Samuel James. První zdejší obchod založil až v roce 1889 Robert Paton, který zde o několik let dříve postavil pilařský závod, jenž byl v provozu po dobu padesáti let. O růst komunity se postaral také Robert Hunt, díky němuž do obce zavítala železnice Northern Pacific, která ji spojila s městem Aberdeen na pobřeží Grayovy zátoky. Hunt zůstává v paměti zdejších občanů, jelikož po něm byla dokonce pojmenována ulice nedaleko místní železnice.
Po úpadku dřevařského průmyslu se obec přeorientovala na pěstování jahod. Většina nynějších obyvatel Rochesteru má práce v nedalekých větších městech jako Olympia nebo Chehalis. Obec Rochester dostala své jméno po městě Rochesteru ve státě Michigan.
Ze 2 388 obyvatel, kteří zde žili roku 2010, tvořili 85 % běloši, 3 % původní obyvatelé a 1 % Asiaté. 12 % obyvatelstva bylo hispánského původu.